# خفاش نكيفور كبير الأذن
خفاش نِكيفور كبير الأذن (الاسم العلمي: Trinycteris nicefori)، نوع من خفافيش أمريكا الجنوبية والوسطى. يمتد نطاقه من تشياباس إلى بوليفيا وشمال شرق البرازيل. موائلها الغابات الأولية وثانوية على ارتفاع 1000 م فوق مستوى سطح البحر. إنهُ غسقي، يكون أكثر نشاطًا في ساعة بعد غروب الشمس وقبل الفجر. وهو النوع الوحيد في جنسه.